# Алгодан
Зенни ди Азеведу (порт.-браз. Zenny de Azevedo, более известный как Алгодан (порт. Algodão), 1 марта 1925, Рио-де-Жанейро, Бразилия — 10 марта 2001) — бразильский баскетболист. Участник четырёх Олимпиад: 1948, 1952, 1956, 1960, бронзовый призёр Олимпийских игр 1948 и 1960. Чемпион мира 1959. Серебряный призёр чемпионата мира 1954. Бронзовый призёр Панамериканских игр 1951, 1955, 1959.